# Руська Бокла
Ру́ська Бокла́ (рос. Русская Бокла) — село у складі Бугурусланського району Оренбурзької області, Росія.

## Населення
Населення — 355 осіб (2010; 484 у 2002).
Національний склад (станом на 2002 рік):
- росіяни — 90 %